# ABKCO Records
ABKCO Music & Records, Inc. er et amerikansk pladeselskab der blev grundlagt i 1961 som Allen & Betty Klein & Co.. Allen Klein var dengang business manager med musik klienter som Bobby Darin og Sam Cooke og, senere, The Rolling Stones og The Beatles. ABKCO Industries blev grundlagt i 1968 og var mindre involverede i management, musik, udgivelser, film, TV og teater produktioner (akronymet stod for "Allen & Betty Klein og COmpany," selvom Klein ofte spøgte med det stod for "A Better Kind of COmpany"). Senere samme år kom Cameo-Parkway Records til i ABKCO.
Pladeselskabet har rettigheder til over 2000 sange som blandt andre er komponeret af Mick Jagger og Keith Richards, Sam Cooke, Bobby Womack, Ray Davies, Pete Townshend og andre.
ABKCO råder over optagelser fra Sam Cooke, The Rolling Stones, The Animals, Herman's Hermits, Marianne Faithfull, The Kinks, men også Cameo Parkway label, hvilket inkluderer originale optagelser fra artister som Chubby Checker, Bobby Rydell, The Orlons, The Dovells, ? & The Mysterians, The Tymes og Dee Dee Sharp. ABKCO administrerer Phil Spector Records og derfra kommer hittene fra The Righteous Brothers, The Ronettes, The Crystals og andre.
I dag udgiver ABKCO opsamlingsalbum fra deres lager, og er efter sigende under advokaten Jody Klein opsyn på grund af hans fars, Allen Klein, dårlige helbred.